# قرالر حاج قاسم
قرالر حاج‌ قاسم هي قرية في مقاطعة أرومية، إيران. عدد سكان هذه القرية هو 186 في سنة 2006.